# Thekenberge

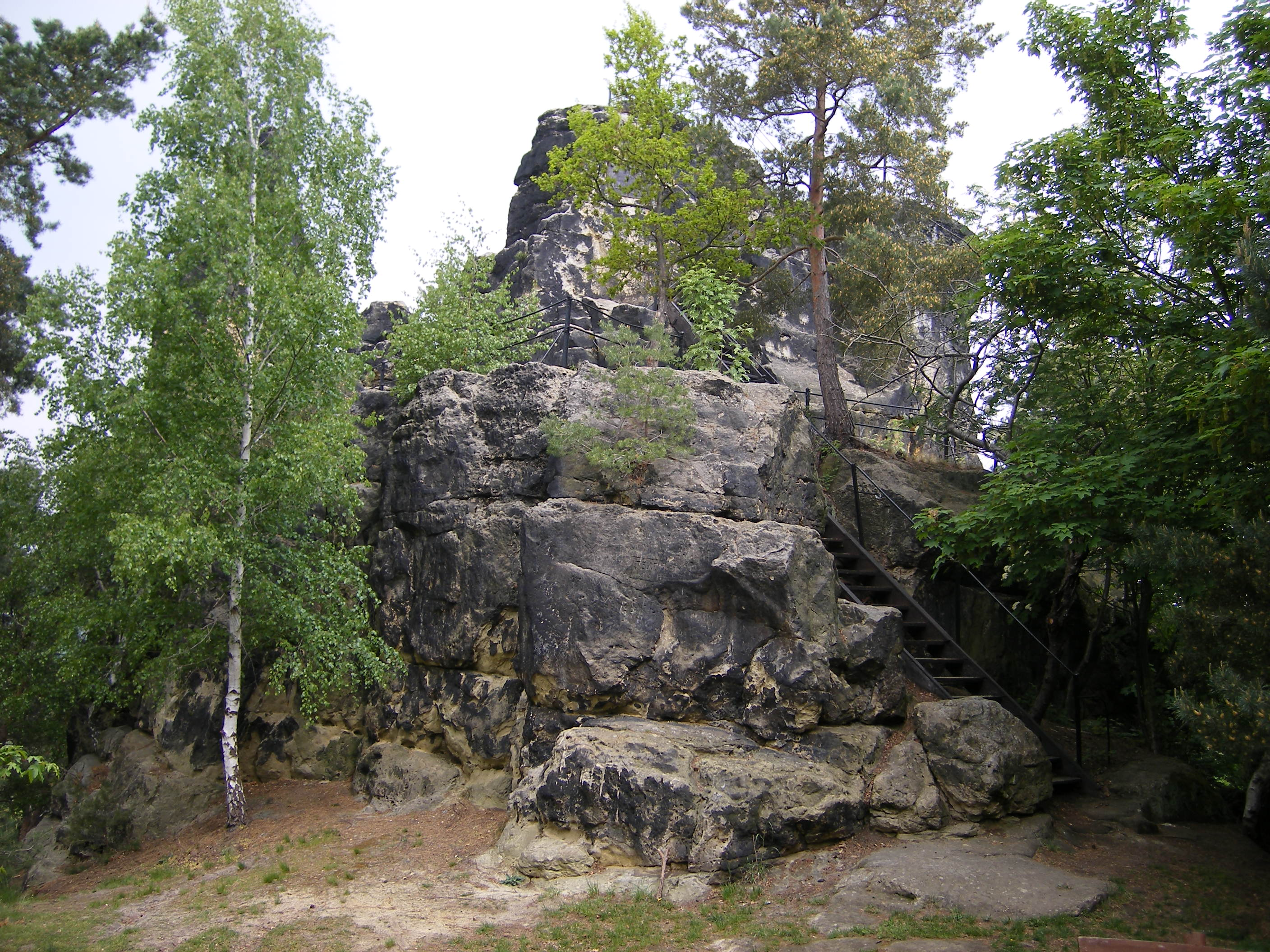
Sandsteinfelsen Gläserner Mönch

Die Thekenberge nahe Langenstein im Landkreis Harz in Sachsen-Anhalt sind ein schmaler, langgezogener und etwa 230 m ü. NHN hoher Höhenzug im Nördlichen Harzvorland.

## Geographie

### Lage

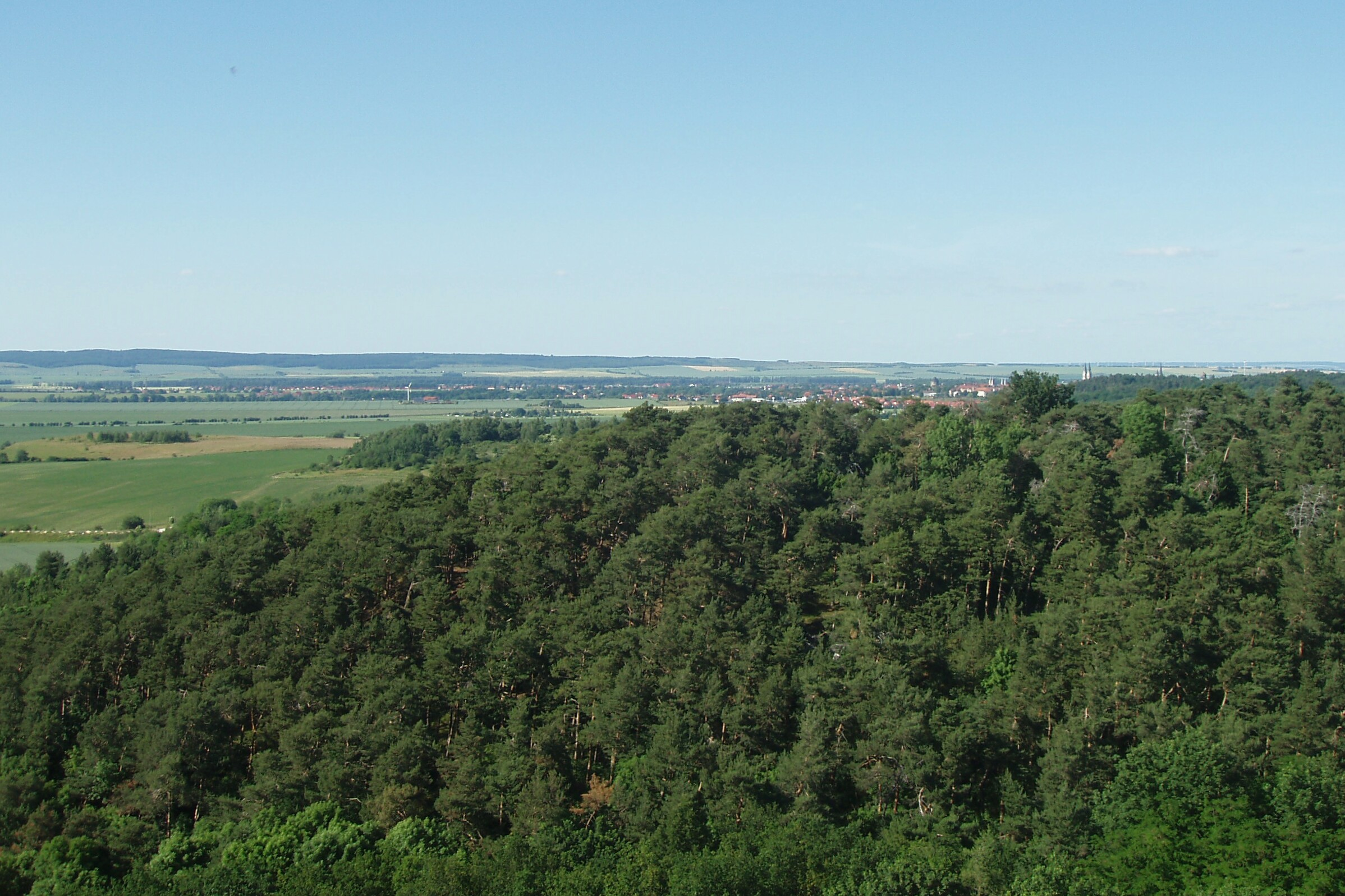
Blick vom Gläsernen Mönch über die nordwestlichen Thekenberge (und Spiegelsberge) nach Halberstadt mit dem Huy im Hintergrund

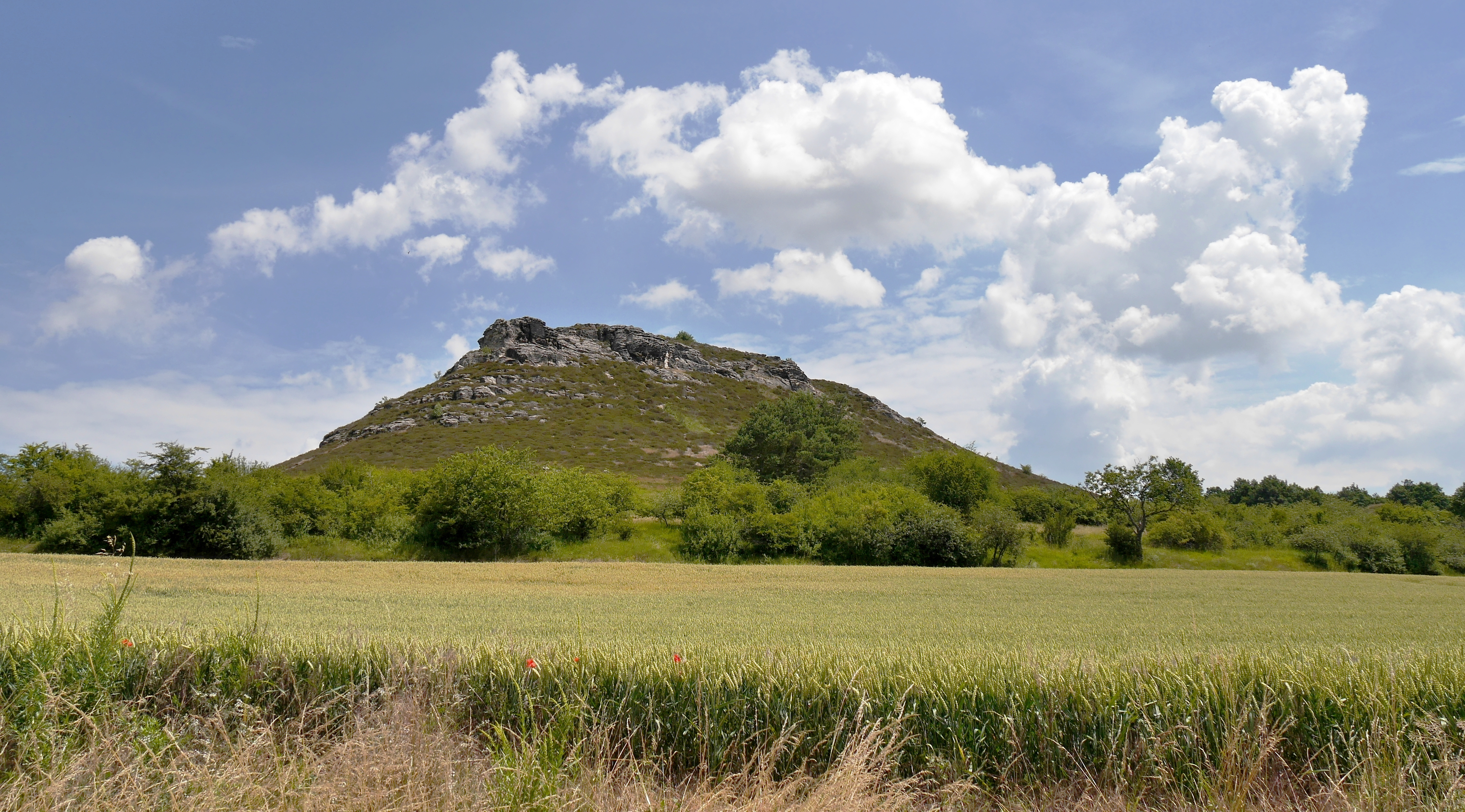
Großer Thekenberg mit freiliegendem Sandstein („Winnetoufelsen“) am Übergang der Thekenberge in die Harslebener Berge

Die Thekenberge liegen im Nördlichen Harzvorland im Nordteil des Naturparks Harz/Sachsen-Anhalt. Sie befinden sich etwa 3 km südlich von Halberstadt, direkt südsüdwestlich der Halberstädter Klussiedlung, 5 km südwestlich von Harsleben, 3 km nordnordöstlich von Börnecke und 2 km östlich von Langenstein. Der Höhenzug erstreckt sich über etwas mehr als 4 km entlang einer annähernd Nordwest-Südost orientierten Achse. Sein Nordwestrand fällt zum Goldbach ab, der dort die Thekenberge, nach Nordosten zur Bode hin fließend, passiert. Etwa in Richtung Nordnordosten vom Nordwestteil des Höhenzugs, unmittelbar zwischen Halberstadt und der Klussiedlung gelegen, schließen sich die Spiegelsberge an. Die südöstliche Fortsetzung der Thekenberge bilden die Harslebener Berge.

### Naturräumliche Zuordnung
Die Thekenberge gehören in der naturräumlichen Haupteinheitengruppe Nördliches Harzvorland (Nr. 51), in der Haupteinheit Blankenburger Harzvorland (5102) und in der Untereinheit Halberstadt-Quedlinburger Hügelland (5102.1) zum oval geformten Naturraum Harslebener Berge (5102.10), zu dem neben den obig genannten Harslebener Bergen unter anderem auch die Spiegelsberge, die Klusberge und die Thekenberge gehören. Das oval umrahmt den innenliegenden Naturraum Münchehofer Becken (5102.11).

### Morphologie, höchste Punkte und Felsformationen
Die Thekenberge bilden eine typische Schichtstufe mit steiler „Südwestabdachung“ (Stufenstirn) und sanft abfallender „Nordostabdachung“. Entsprechend dieser Morphologie liegen die höchsten Stellen nahe der Südwestflanke, so die Alte Warte und die Kalte Warte im Nordwestteil des Rückens, mit über 230 m bzw. über 225 m. Die Krähenhütte im mittleren Teil des Höhenzuges kommt noch auf über 210 m und die Fuchsklippe auf über 205 m Höhe. Der Große Thekenberg (203,8 m) am Südostende des Rückens ist morphologisch von der weitgehend geschlossenen Formation der Thekenberge deutlich abgesetzt und gehört eigentlich bereits zu den Harslebener Bergen. Der Kleine Thekenberg (ca. 180 m), etwa 500 m nordwestlich des Großen Thekenbergs gelegen, liegt jedoch innerhalb der eigentlichen Thekenberge.
Nahe dem Nordende (Gedenkstätte Langenstein-Zwieberge; s. u.) der Thekenberge befindet sich der Gläserne Mönch, ein hoher Sandsteinfelsen, der von den alten Germanen Thorstein genannt wurde, heute den Wald deutlich überragt und als Aussichtspunkt dient.

### Schnepfensee
Am Südwestfuß des Großen Thekenbergs liegt der Schnepfensee, ein zu- und abflussloser Flachwassersee, der aber nur in niederschlagsreichen Zeiten Wasser führt und dann maximal etwa 12 ha groß wird. Der See trägt seinen Namen, weil er durchziehenden Schnepfenvögeln auf ihrem Flug von oder in die arktischen Tundren als Rastplatz und Ort der Nahrungssuche dient.

## Geologie
Die Thekenberge befinden sich geologisch am Südwestrand des nordwestlichen Teils der Halberstädter Mulde. Bei letztgenannter handelt es sich um die nordöstliche Teilmulde des südöstlichen Teils der Subherzynen Kreidemulde. Die südwestliche Teilmulde heißt Blankenburger Mulde. Diese wird vom Quedlinburger Sattel von der Halberstädter Mulde getrennt. Die Schichten streichen hier generell herzynisch (Nordwest-Südost), parallel zum Harznordrand. Thekenberge und Harslebener Berge sind Teil einer insgesamt etwa 10 km langen, in Nordwest-Südost-Richtung streichenden und nach Südosten abflachenden Schichtstufe aus dem relativ erosionsresistenten Involutussandstein (benannt nach der Muschel Inoceramus involutus) des Coniac („mittlere“ Oberkreide).

## Besiedlung und Nutzung
Die Thekenberge waren schon früh besiedelt. In der Nähe des „Gläsernen Mönches“ wurden Funde aus prähistorischer Zeit gemacht. Der Felsen selbst diente vermutlich als germanische Kultstätte.
Von den Häftlingen des Konzentrationslagers Langenstein-Zwieberge, einem Außenlager des Konzentrationslagers Buchenwald, wurde in den Thekenbergen eine unterirdische Fertigungsstätte errichtet. Ab April 1944 wurde innerhalb von zehn Monaten ein Stollensystem von etwa 13 km Länge mit einer Gesamtfläche von 67.000 m² geschaffen und teilweise für eine spätere Produktionstätigkeit ausgebaut. Ursprünglich waren 72.000 m² geplant. Das Kommando „Junkers“ (Malachit AG) sollte in den letzten Monaten des Zweiten Weltkriegs (1939–1945) mit der Produktion als Zulieferer im Rahmen des „Jäger- und A-4-Programms“ beginnen. Vermutlich war die Produktion von Motorteilen für Düsenjäger geplant; die Fertigungsanlage wurde aber nie fertiggestellt. Heute kann man sich in der Gedenkstätte Langenstein-Zwieberge informieren.
Ab 1976 übernahm die NVA die Stollen-Anlage. Sie wurde ab 1984 eines der fünf großen NVA-Komplexlager, das Komplexlager 12.
Nach der Wiedervereinigung im Oktober 1990 nutzte die Bundeswehr für drei Jahre die Anlage. Hier wurden im Juli 1990 die ausgedienten Geldscheine aus Beständen der Staatsbank der DDR eingelagert. Bekannt wurde die Anlage dadurch, dass Scheine aus diesen Geldbeständen entwendet wurden. Daraufhin wurden die Geldscheine in einer Müllverbrennungsanlage verbrannt. Seit dem Sommer 2003 kann die Bunkeranlage nach Voranmeldung besichtigt werden.
Im Jahr 2022 kaufte der Unternehmer Peter Jugl die Stollenanlage, um nach eigener Darstellung Notfall-Bunker einrichten zu lassen. Angehörige von NS-Opfern positionierten sich gegen den Verkauf. In die Kritik kam das Geschäft auch, da Jugl Kontakte zu Rechtsextremisten unterhält.

## Schutzgebiete
Der sich den felsigen, teils bewaldeten und teils heideartigen Thekenbergen südöstlich anschließende Teil des Höhenzuges mit dem Großen Thekenberg wird von dem 1967 gegründeten und 2,5 km² (250,58 ha) großen Naturschutzgebiet (NSG) Harslebener Berge und Steinholz (CDDA-Nr. 14456) eingenommen. Dortige waldfreie, heideartige Flächen sind Trockenrasenwiesen mit Frühlings-Adonisröschen (Adonis vernalis). Es gilt ein Wegegebot. Das NSG liegt im Fauna-Flora-Habitat-Gebiet Harslebener Berge und Steinholz nordwestlich Quedlinburg (FFH-Nr. 4132-301; 2,61 km²). Der gesamte Höhenzug aus Thekenbergen, Harslebener Bergen und Steinholz befindet sich gänzlich im Landschaftsschutzgebiet Harz und Vorländer (CDDA-Nr. 20784; 1968; 1587,86 km²).